# Spirobranchus giganteus
Spirobranchus giganteus, là một loài giun polychaeta thuộc họ Serpulidae. Spirobranchus giganteus phân bố rộng khắp các đại dương nhiệt đới của thế giới. Chúng hiện diện từ vùng biển Caribe đến Ấn Độ-Thái Bình Dương. Spirobranchus giganteus thường được tìm thấy cấm đầu vào san hô lớn, chẳng hạn như san hô đá như Porites và san hô não. Giống như các thành viên trong họ của chúng, chúng có thể tiết ra một ống vôi xung quanh cơ thể của chúng. Ống này phục vụ như nhà của chúng và bảo vệ. S. giganteus thường đục một lỗ vào một đầu hiện hữu của san hô sống trước khi tiết ống của chúng, do đó tăng mức độ bảo vệ.
Khi định cư ở các rạn san hô, S. giganteus lấy thức ăn chủ yếu bằng phương pháp ăn lọc. Chúng sử dụng radioles màu sắc rực rỡ để lọc vi sinh vật từ các nước, sau đó được tống thẳng vào đường tiêu hóa của chúng.